# Aldo Bassan
Aldo Bassan (auch Aldo de Bassan; * 22. Februar 1926 in Florenz; † 10. Januar 1990 in Rom) war ein italienischer Dokumentarfilmer.

## Leben
Bassan drehte zwischen 1951 und der Mitte der 1980er Jahre zahlreiche Kurz- und Dokumentarfilme. Einer seiner bekanntesten ist der Film zu den Olympischen Spielen 1964, I figli di Olimpi. 1957 inszenierte er mit Laiendarstellern seinen einzigen Spielfilm, Selvaggia.
1983 wurde er für Terra amara mit einem Nastro d’Argento für den besten Kurzfilm ausgezeichnet.